# Bat
För filändelsen .bat se Batchfil
För andra betydelser, se Bat (olika betydelser).
Bat är ett fornminne som ligger i nordöstra Oman, 30 km öster om staden Ibri. Området har bosättningar och ett antal kallmurade gravar från 2000-talet f. Kr. Tillsammans med de liknande platserna al-Khutm och al-Ayn bildar Bat sedan 1988 ett världsarv.
Första utgrävningarna av området, som består av en bosättning och en nekropol från 2000-talet f.Kr., påbörjades 1972. Det mest synliga i området är fem "stentorn". Dessa liknar traditionella bikupeformade hyddor, men är större gravar med två eller tre kamrar.
Motiveringen till att ta upp Bat som ett världsarv lyder:
| ” | Kriterium iii: Området som omfattar bosättningen och nekropolen i Bat är den mest kompletta och bäst kända platsen från 2000-talet f.Kr. Den är betydligt mer beaktansvärd än liknande platser i Hili, Firq och Wadi Bahlas dalgång på den Omanska halvön. Historiska källor förtäljer att landet Magan (eller Makkan) på denna tid var det främsta centret för framställning av koppar, vilken även exporterades så långt bort som till Mesopotamien redan omkring 3000 f.Kr. Uppkomsten av en mer strikt hierarkisk social struktur (vilket vittnas om både i bosättningen, där cirkulära försvarsstrukturer kontrasterar med rektangulära hus och i nekropolen, där arrangemanget av gravutrymmet är mer komplext) går hand i hand med högre levnadsstandard och sociala förändringar kopplade till en handelsekonomi. | „ |

| ” | Kriterium iv: I ett begränsat, koherent utrymme, har nekropolen i Bat kännetecken och unika bevis för utvecklingen av begravningssedvänjor under första bronsåldern på Omanska halvön. | „ |